# Sonja Henie
Sonja Henie (Oslo, 8 de abril de 1912 – no avião, entre Paris e Oslo, 12 de outubro de 1969) foi patinadora artística e atriz cinematográfica norueguesa. Ganhou dez campeonatos mundiais (de 1927 a 1936) e triunfou nos Jogos Olímpicos de Inverno de 1928, 1932 e 1936. Profissionalizou-se em 1936 e tornou-se atriz de cinema.

## Biografia
Sonja Henie  nasceu em Kristiania, atual Oslo, era a única filha de Wilhelm Henie (1872-1937), um próspero peleiro norueguês, e sua esposa Salma Lochmann-Nielsen (1888-1961). Quando criança, Henie mostrou inicialmente talento no esqui, mas foi encorajada pelo seu irmão mais velho Leif a treinar patinação artística.
Ela ganhou sua primeira competição importante aos 10 anos de idade. Aos 12, participaria de sua primeira Olimpíada de Inverno, em 1924. Seu talento fez com que ela vencesse seis campeonatos europeus consecutivos, de 1931 a 1936, além de três medalhas de ouro nos Jogos Olímpicos de Inverno de 1928, 1932 e 1936.
Durante a sua carreira competitiva, Henie viajou muito e trabalhou com uma variedade de treinadores estrangeiros. Em Oslo, treinou no Frogner stadion, com Hjørdis Olsen e Oscar Holte como seus orientadores. Durante a última parte de sua carreira competitiva ela foi treinada principalmente pelo americano Howard Nicholson em Londres.

## Carreira cinematográfica

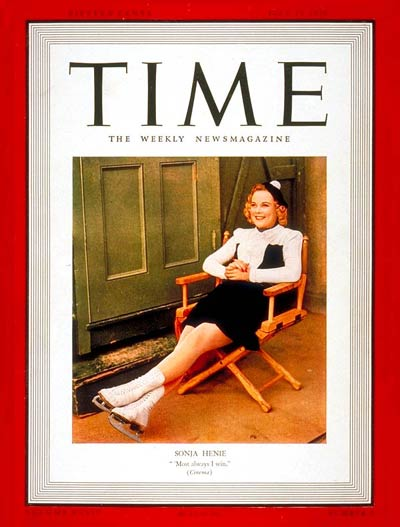
Sonja Henie na capa da revista Time em 1939.

Em 1936, Henie assinou um contrato a longo prazo com a Twentieth Century Fox, que fez dela uma das atrizes mais bem pagas de sua época. Depois do sucesso de seu primeiro filme, A Rainha do Patim (1936), ela insistiu em ter o controle total dos números de patinagem em seus filmes seguintes como Dúvidas de um Coração (1939). Além de sua carreira no cinema, ela formou um acordo de negócios com Arthur Wirtz, que produziu vários de seus shows de gelo, ele também atuou como seu assessor financeiro. Mesmo em uma época onde a patinação artística e shows de gelo não fossem uma forma estabelecida de entretenimento nos Estados Unidos. Mas sua popularidade como uma atriz de cinema atraiu muitos novos fãs fazendo dos shows de patinagem um novo entretenimento popular. Ao longo da década de 1940, ela e Wirtz produziriam pródigos musicais extravagantes no Centro de Teatro do Rockefeller Center atraindo milhares de pessoas. No auge de sua fama, seus filmes e shows chegavam a arrecadar até $ 2 milhões por ano. Ela também teve vários contratos de patrocínio lucrativos, com marcas de patins, roupas, jóias, bonecas, entre outros. Estas atividades fizeram dela uma das mulheres mais ricas do mundo em seu tempo.
Em 1950, ela rompeu seu acordo com Wirtz e passou sozinha a produzir seus próprios espetáculos. Em 1953, Henie firmou uma nova parceria com Morris Chalfen para uma bem sucedida turnê de shows na Europa. Em janeiro de 1956, ela produziu seu próprio show no Roxy Theatre, em Nova York. No entanto, a sua turnê sul-americana subsequente foi um desastre. Problemas com o álcool fizeram com que ela logo se aposentasse do show business.
Em 1938, ela publicou sua autobiografia Mitt eventyr livs, que foi traduzida e lançada como Asas em meus pés, em 1940, que foi republicado em uma edição revisada em 1954. No momento da sua morte, Henie estava planejando um retorno para um especial de televisão que iria ao ar em janeiro de 1970.

## Controvérsia nazista
As conexões de Henie com Adolf Hitler e outros altos funcionários nazista a fez objeto de controvérsia antes, durante e depois da Segunda Guerra Mundial. Durante sua carreira de patinadora, ela se apresentou frequentemente na Alemanha e era uma das artistas favoritas do público alemão e de Hitler pessoalmente.
A controvérsia surgiu quando Henie recebeu Hitler com uma saudação nazista durante uma exposição em Berlim algum tempo antes dos Jogos Olímpicos de Inverno de 1936; ela foi fortemente criticada pela imprensa norueguesa. Henie não repetiu a saudação nos Jogos Olímpicos de Garmisch-Partenkirchen, mas após a competição ela aceitou um convite para almoçar com Hitler em sua casa resort nas proximidades de Berchtesgaden, onde Hitler presenteou Henie com uma foto autografada. Depois de começar sua carreira no cinema, Henie manteve suas conexões nazista, por exemplo, pessoalmente, organizando com Joseph Goebbels o lançamento de seu primeiro filme, A Rainha do Patim (1936), na Alemanha.
Durante a ocupação da Noruega pela Alemanha nazista, as tropas alemãs viram uma foto autografada de Hitler bem visível ao piano na casa da família Henie em Landøya, Asker. Como resultado, nenhuma das propriedades de Henie na Noruega foram confiscadas ou danificados pelos alemães. Henie se naturalizou nos Estados Unidos em 1941. Como muitas estrelas de Hollywood, ela apoiou o esforço de guerra dos EUA através da United Service Organization (uma organização de apoio aos militares recrutados durante a Segunda Guerra Mundial) e atividades similares, mas ela teve o cuidado de evitar apoiar o movimento de resistência norueguesa, ou fazer declarações públicas contra os nazistas. Isso fez com que ela fosse muito criticada por noruegueses e americanos. No entanto, ela fez um retorno triunfal a Noruega com a sua turnê Holiday on Ice em 1953 e 1955.

## Vida pessoal
Henie foi casada três vezes, com Dan Topping (1940-1946), Winthrop Gardiner Jr. (1949-1956), e com o magnata norueguês Niels Onstad (1956-1969). Além de seus casamentos, ela teve uma variedade de romances amorosos, que incluem seus parceiros de patinagem Jack Dunn e Stewart Reburn, a lenda do boxe Joe Louis, e um caso muito divulgado com o ator Tyrone Power, além de um romance tardio com o ator Van Johnson e Liberace.

## Morte
Henie foi diagnosticado com leucemia em meados dos anos 1960. Ela morreu aos 57 anos, em 1969, durante um voo de Paris para Oslo.

## Principais resultados
| Resultados                                            | Resultados      | Resultados      | Resultados      | Resultados       | Resultados      | Resultados      | Resultados      | Resultados      | Resultados      | Resultados      | Resultados      | Resultados      | Resultados      | Resultados      | Resultados    | Resultados    |
| Internacional                                         | Internacional   | Internacional   | Internacional   | Internacional    | Internacional   | Internacional   | Internacional   | Internacional   | Internacional   | Internacional   | Internacional   | Internacional   | Internacional   | Internacional   | Internacional | Internacional |
| Evento/Temporada                                      | 1922– 1923      | 1923– 1924      | 1924– 1925      | 1925– 1926       | 1926– 1927      | 1927– 1928      | 1928– 1929      | 1929– 1930      | 1930– 1931      | 1931– 1932      | 1932– 1933      | 1933– 1934      | 1934– 1935      | 1935– 1936      |               |               |
| ----------------------------------------------------- | --------------- | --------------- | --------------- | ---------------- | --------------- | --------------- | --------------- | --------------- | --------------- | --------------- | --------------- | --------------- | --------------- | --------------- | ------------- | ------------- |
| Jogos Olímpicos                                       |                 | 8.ª             |                 |                  |                 | Medalha de ouro |                 |                 |                 | Medalha de ouro |                 |                 |                 | Medalha de ouro |               |               |
| Campeonato Mundial                                    |                 | 5.ª             |                 | Medalha de prata | Medalha de ouro | Medalha de ouro | Medalha de ouro | Medalha de ouro | Medalha de ouro | Medalha de ouro | Medalha de ouro | Medalha de ouro | Medalha de ouro | Medalha de ouro |               |               |
| Campeonato Europeu                                    |                 |                 |                 |                  |                 |                 |                 |                 | Medalha de ouro | Medalha de ouro | Medalha de ouro | Medalha de ouro | Medalha de ouro | Medalha de ouro |               |               |
| Nacional                                              |                 |                 |                 |                  |                 |                 |                 |                 |                 |                 |                 |                 |                 |                 |               |               |
| Campeonato Norueguês                                  | Medalha de ouro | Medalha de ouro | Medalha de ouro | Medalha de ouro  | Medalha de ouro | Medalha de ouro | Medalha de ouro |                 |                 |                 |                 |                 |                 |                 |               |               |
|                                                       |                 |                 |                 |                  |                 |                 |                 |                 |                 |                 |                 |                 |                 |                 |               |               |
| Legenda: Competição não foi disputada nesta temporada |                 |                 |                 |                  |                 |                 |                 |                 |                 |                 |                 |                 |                 |                 |               |               |

### Duplas com Arne Lie
| Resultados           | Resultados      | Resultados      | Resultados      | Resultados    | Resultados    | Resultados    | Resultados    | Resultados    | Resultados    | Resultados    | Resultados    | Resultados    | Resultados    | Resultados    | Resultados    | Resultados    |
| Internacional        | Internacional   | Internacional   | Internacional   | Internacional | Internacional | Internacional | Internacional | Internacional | Internacional | Internacional | Internacional | Internacional | Internacional | Internacional | Internacional | Internacional |
| Evento/Temporada     | 1925– 1926      | 1926– 1927      | 1927– 1928      |               |               |               |               |               |               |               |               |               |               |               |               |               |
| -------------------- | --------------- | --------------- | --------------- | ------------- | ------------- | ------------- | ------------- | ------------- | ------------- | ------------- | ------------- | ------------- | ------------- | ------------- | ------------- | ------------- |
| Campeonato Mundial   | 5.ª             |                 |                 |               |               |               |               |               |               |               |               |               |               |               |               |               |
| Nacional             |                 |                 |                 |               |               |               |               |               |               |               |               |               |               |               |               |               |
| Campeonato Norueguês | Medalha de ouro | Medalha de ouro | Medalha de ouro |               |               |               |               |               |               |               |               |               |               |               |               |               |

## Filmografia

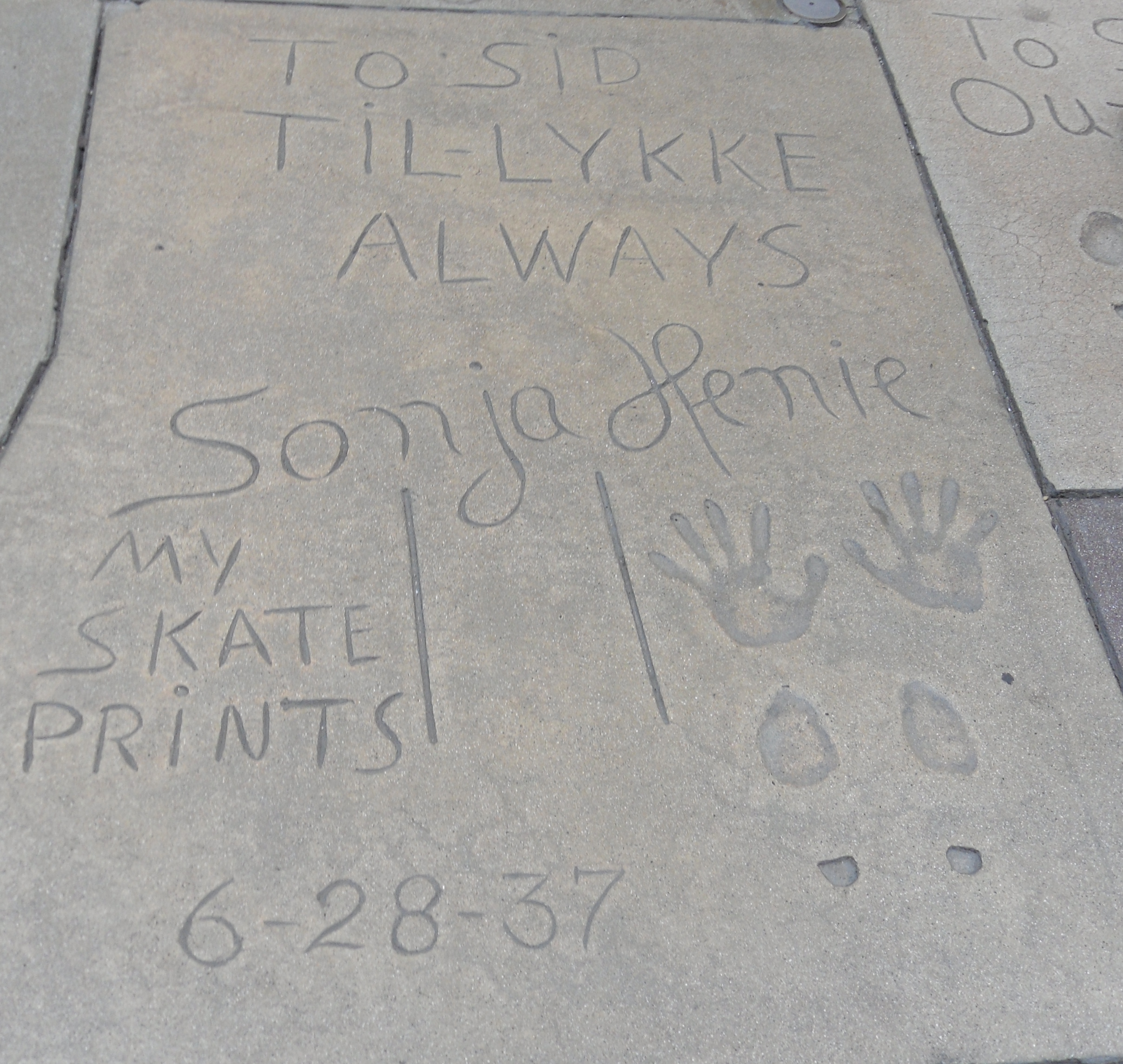
As marcas de Sonja Henie na calçada da fama do Grauman's Chinese Theatre.

| Ano  | #  | Título                       | Papel                   |
| ---- | -- | ---------------------------- | ----------------------- |
| 1927 | 1  | Syv dager for Elisabeth      | Patinadora              |
| 1929 | 2  | Se Norge                     | Ela mesma               |
| 1936 | 3  | One in a Million             | Greta "Gretchen" Muller |
| 1937 | 4  | Thin Ice                     | Lili Heiser             |
| 1937 | 5  | Ali Baba Goes to Town        | Ela mesma (Cameo)       |
| 1938 | 6  | Happy Landing                | Trudy Ericksen          |
| 1938 | 7  | My Lucky Star                | Krista Nielsen          |
| 1939 | 8  | Second Fiddle                | Trudi Hovland           |
| 1939 | 9  | Everything Happens at Night  | Louise                  |
| 1941 | 10 | Sun Valley Serenade          | Karen Benson            |
| 1942 | 11 | Iceland                      | Katina Jonsdottir       |
| 1943 | 12 | Wintertime                   | Nora                    |
| 1945 | 13 | It's a Pleasure              | Chris Linden            |
| 1948 | 14 | The Countess of Monte Cristo | Karen Kirsten           |
| 1958 | 15 | Hello London                 | Ela mesma               |